# Grycksbo församling
Grycksbo församling är en församling i Falu-Nedansiljans kontrakt i Västerås stift. Församlingen ligger i Falu kommun i Dalarnas län och ingår i Falu pastorat.

## Administrativ historik
Församlingen som från 1 juli 1932 till 1 juli 1991 varit ett kyrkobokföringsdistrikt, bildades 1995 genom en utbrytning ur Stora Kopparbergs församling och utgjorde därefter till 2007 ett eget pastorat. Församlingen ingår sedan 2007 i Falu pastorat. Samhället fick egen präst 1930, och en prästgård uppfördes på en tomt som skänkts av Valborg Olander på Bengtsarvet. Den första prästen var komminister Anders Kyhle, som stannade där fram till sin pensionering 1964.

## Organister
| Verksam   | Namn                  | Levnadstid |
| --------- | --------------------- | ---------- |
| 1909-1948 | Per Lindén            | 1875-1948  |
| 1948-1956 | Elsa Kristina Lindén  | 1899-      |
| 1956-1957 | Martin Ludvig Kumlien | 1911-      |

## Befolkningsutveckling
| Befolkningsutvecklingen i Grycksbo församling 1940–2020 | Befolkningsutvecklingen i Grycksbo församling 1940–2020 | Befolkningsutvecklingen i Grycksbo församling 1940–2020 | Befolkningsutvecklingen i Grycksbo församling 1940–2020 | Befolkningsutvecklingen i Grycksbo församling 1940–2020 |
| --- | ------------------------------------------------------- | ------------------------------------------------------- | ------------------------------------------------------- | ------------------------------------------------------- |
| |                                                         |                                                         |                                                         |                                                         |
| År |                                                         |                                                         | Folkmängd                                               |                                                         |
| 1940 | 1940                                                    |                                                         | 2 090                                                   |                                                         |
| 1950 | 1950                                                    |                                                         | 2 196                                                   |                                                         |
| 1960 | 1960                                                    |                                                         | 2 606                                                   |                                                         |
| 1970 | 1970                                                    |                                                         | 2 590                                                   |                                                         |
| 1980 | 1980                                                    |                                                         | 2 061                                                   |                                                         |
| 1990 | 1990                                                    |                                                         | 2 036                                                   |                                                         |
| 2000 | 2000                                                    |                                                         | 1 981                                                   |                                                         |
| 2020 | 2020                                                    |                                                         | 1 909                                                   |                                                         |
| Anm: Fram till 1990 avses Grycksbo kyrkobokföringsdistrikt. Källor: Demografiska databasen, CEDAR, Umeå universitet, Befolkning per församling, Folkmängden per distrikt, landskap, landsdel eller riket efter kön. År 2015 - 2022. |                                                         |                                                         |                                                         |                                                         |

## Kyrkor
- Grycksbo kyrka